# Cáceres (prowincja)
Cáceres – prowincja w Hiszpanii, w Estremadurze, mająca stolicę w mieście o tej samej nazwie. Liczba mieszkańców wynosi 412 580 (INE, 2005), a powierzchnia – 19 868 km². Graniczy z prowincjami: Salamanca, Ávila, Toledo i Badajoz oraz z Portugalią.

## Comarki
W skład prowincji Cáceres wchodzą następujące comarki:
- Alagón
- Alcántara
- Valle del Ambroz
- Cáceres
- Campo Arañuelo
- Valle de Jerte
- La Vera
- Las Hurdes
- Las Villuercas
- Los Ibores
- Sierra de Gata
- Trujillo
- Valencia de Alcántara
- Tajo-Salor